# Dieter Einfeldt
Dieter Einfeldt (* 11. April 1935 in Hamburg) ist ein deutscher Komponist und emeritierter Professor für Komposition und Musiktheorie.

## Leben
Dieter Einfeldt studierte an der Hochschule für Musik und Theater Hamburg von 1950 bis 1962 Komposition und Dirigieren bei Ernst Gernot Klußman, Walter Marin und Hans Schmidt-Isserstedt sowie Klavier bei Erik Schönsee. An derselben Hochschule lehrte er von 1972 bis 2000 als Professor für Komposition und Musiktheorie.
Einen Namen machte sich Dieter Einfeldt mit Kompositionen wie dem Requiem für Hamburg „Gomorrha“ (1983/85) und den 1971 entstandenen Rotationen für Schlagzeugensemble. Sein kompositorisches Schaffen umfasst mit mehreren Preisen ausgezeichnete Opern, Kindermusicals, ein Ballett, ein Oratorium, Sinfonien, weitere Orchesterwerke, Solokonzerte und Kammermusikwerke.

## Werke

### Kammermusik
- Amnesty – Zyklus nach drei Gedichten von Herbert Enderwitz (Bariton solo und Ensemble)
- Apokalypse (Ensemble)
- Betrachtungen – Zyklus nach drei Gedichten von Eckart Kleßmann (Mittlere Stimme und Ensemble)
- Dialoge (Klavierquartett)
- Divertimento Es-Dur – Frei nach Themen von W. A. Mozart (Ensemble)
- Ergänzung der Sonate C-Dur DV 840 „Reliquie“ von Franz Schubert (Klavier)
- Essay (Orgel)
- Kontemplationen (Viola solo; 4 Schlagzeuger)
- Konzert für Violine und Schlagzeug-Ensemble
- Rotation – I. Konzertfassung (Schlagzeug)
- Rotation – II. Ballettfassung (Schlagzeug)
- Signale (Klavier Solo und vier Schlagzeuger)
- Sinfonia da Camera (Ensemble)
- Sonate Nr. 2 (Orgel)
- Sonate für Solo-Violine
- Mobiles (Ensemble)

### Orchestermusik
- Amnesty – Zyklus nach drei Gedichten von Herbert Enderwitz (Bariton Solo, Streichorchester und Schlagzeug)
- Chaconne Concertante – Konzert Nr. 2 (Flöte und Kammerensemble)
- Doppelkonzert (Violine und Viola/Violoncello Solo und Streichorchester)
- Imaginationen II (Saxophon und Orchester)
- Konzert für Schlagzeug und Orchester
- Konzert für Violine und Streichorchester
- Konzert für Violoncello und Streichorchester
- Sinfonia Sacra (Streichorchester)
- Sinfonia Nostalgica (Kammerorchester)

### Chor- und Orchestermusik
- Gomorrha: Ein Requiem für Hamburg (Text: Eckart Kleßmann) (Sopran, Mezzosopran, Bariton Soli, Gemischter Chor, Orchester)
- Litanei (AM) Text: Bibel, Coventry-Litanei der Versöhnung (Sopran, Alt Soli, Knabenchor, Streichorchester und Schlagzeug)
- Unsere Zeichen sehen wir nicht Text: Bibel (aus Psalm 130 und 74) (Gemischter Chor, Orgel und Schlagzeug)